# Xueyantuo
El Xueyantuo eran una antigua tribu Tiele y khaganato en el noreste de Asia que en un momento fueron vasallos de los Köktürks y luego se alinearon con la dinastía Tang contra los köktürks orientales.

## Nombres

### Xue
Xue 薛 apareció antes como Xinli 薪犁 en Registros del gran historiador de Sima Qian, vol. 110, pero no se volvió a hacer referencia a él hasta el siglo VII. Golden (2011) propuso que la antigua forma turca de 薛 Xue, Sir, derivaba del sánscrito Śrī "afortunado, auspicioso"

### Yantuo
La etimología de Yantuo 延陀 es muy debatida. Los orientalistas occidentales (como Vilhelm Thomsen) lo identificaron por primera vez con Tarduš, una de las dos divisiones, además de Töliš, del efímero Caganato Xueyantuo, y consideraron que Töliš y Tarduš eran nombres tribales. Por lo tanto, el etnónimo se puede reconstruir como Syr-Tardush. Sin embargo, los académicos chinos consideraban que Töliš y Tarduš eran nombres de organizaciones políticas o distritos: por ejemplo, Cen Zhongmian consideraba que la división Töliš-Tarduš era de este a oeste, mientras que Wang Jingru, citando Nuevo libro de Tang, consideraba que la división Töliš-Tarduš era de norte a sur.
Sergey Klyastorny (2003:305), apud Golden (2018), propuso que Xueyantuo transcribió *Sir-Yamtar; en contraste con el nombre tribal Sir, [Ïšβara] Yamtar apareció como un nombre personal de un compañero de Kül Tigin, mencionó la inscripción homónima en su memoria.
Tongdian registra el origen de Yantuo: "Durante el reinado de Murong Jun en el Antiguo Yan, el Xiongnu chanyu Helatou (賀剌頭, "el líder de la tribu Alat") lideró a su tribu de treinta y cinco mil personas y llegó a rendirse. La gente de Yantuo es probablemente sus descendientes". Basándose en esto, Bao (2010) propuso que los Yantuo eran descendientes de la tribu Alat, también conocida como Hala-Yundluɣ; Por lo tanto, el nombre Yantuo probablemente se derivó de Yundluɣ, y Xueyantuo puede reconstruirse como Sir-Yundluɣ.

## Historia

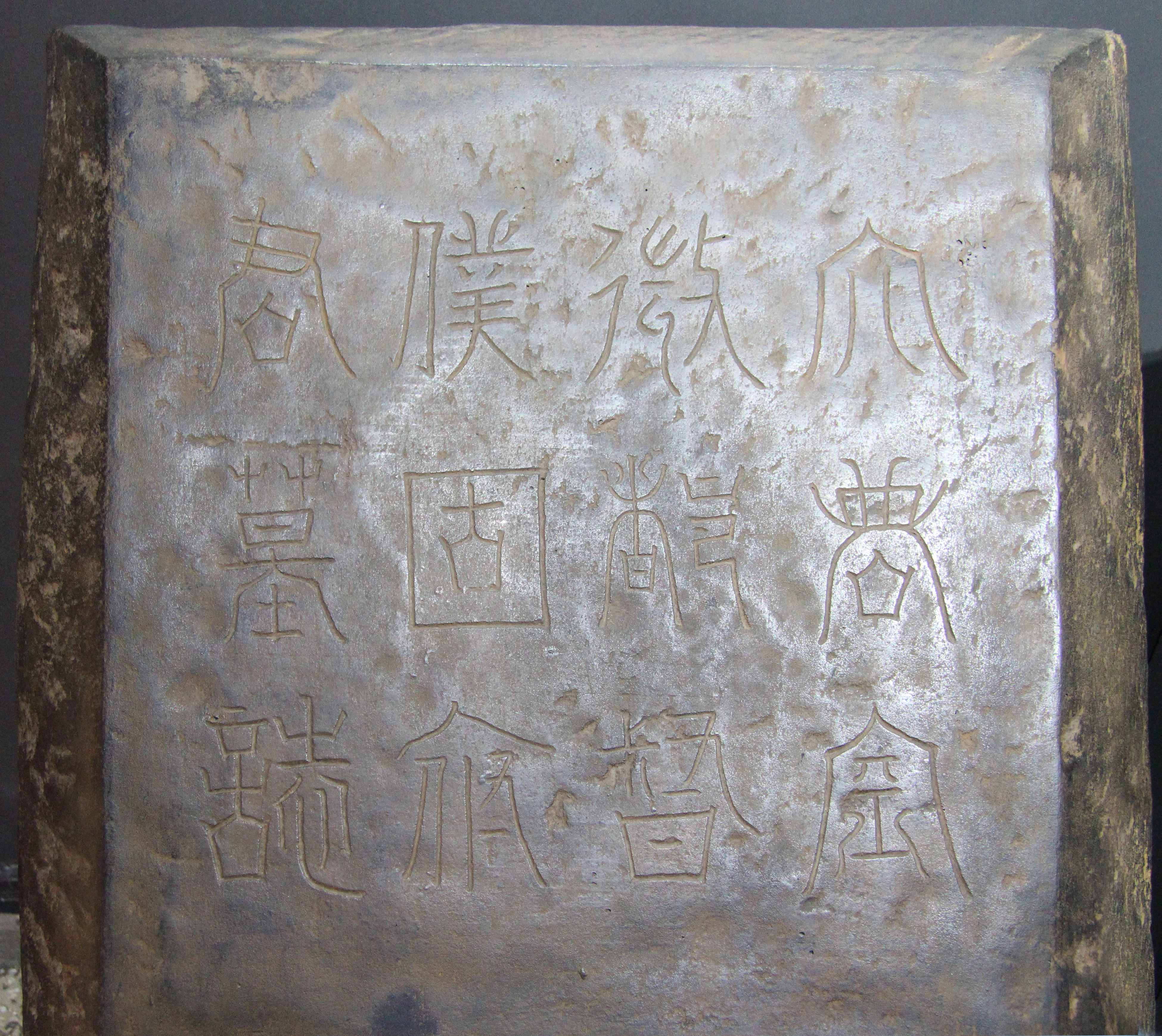
El epitafio de Pugu Yitu, un Xueyantuo que murió en 678

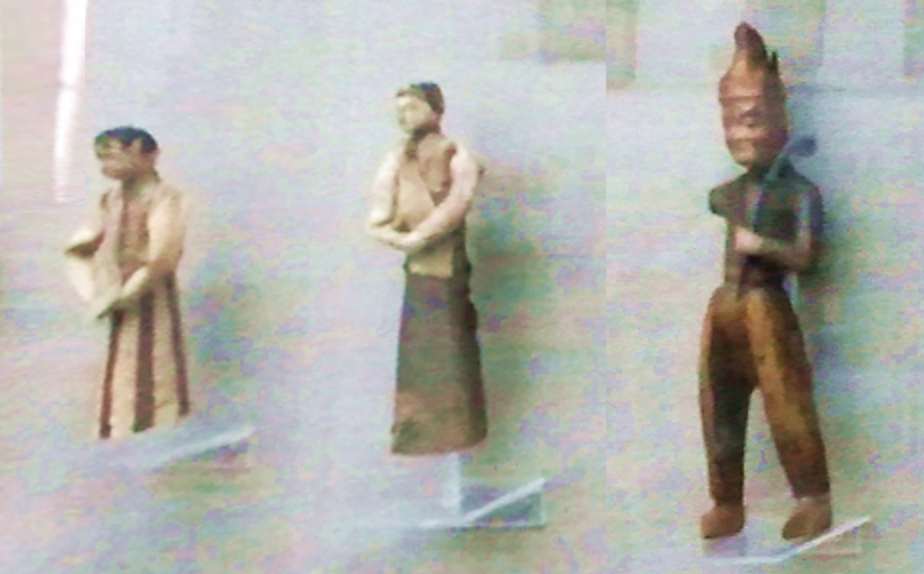
Figuras de cerámica de Shoroon Dov Kurgan, la tumba de Pugu Yitu, un líder Xueyantuo.

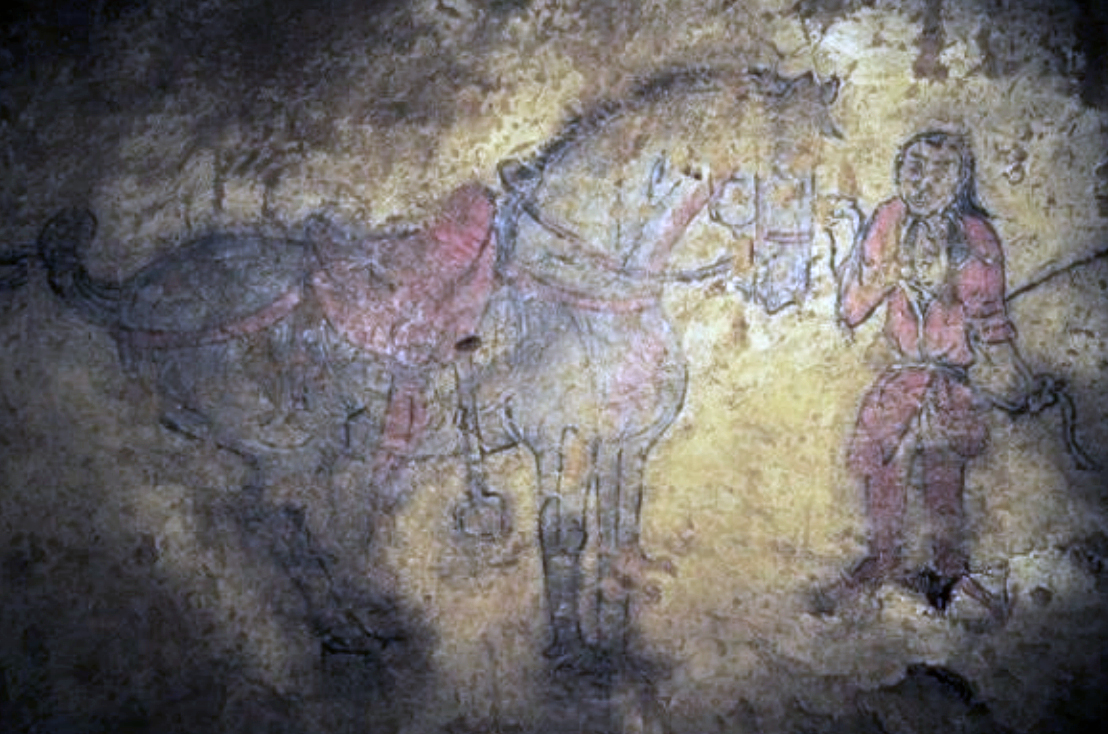
Inicialmente, los Xue y los Yantuo eran dos tribus separadas. Tongdian afirma que: "Xueyantuo es una tribu escindida de Fuerte. [Shanyu

Helatou llevó a su tribu, que ascendía a 35.000, a rendirse. La tribu Xue [Yantuo] vive entremezclada. Tongdiano. vol. 199. "Copos de nieve, copos de nieve, copos de nieve y copos de nieve fotográficos, espontáneos, blancos como la nieve, blancos como la nieve. Equipo copos de nieve, copos de nieve copos de nieve, copos de nieve, copos de nieve, copos de nieve"</ref> El nombre de la tribu se cambió a Xueyantuo después de que los Xue derrotaran y fusionaran a los Yantuo con su tribu.
Después de Yishibo, los Xueyantuo fundaron un Qaghanate de corta duración sobre la estepa bajo Zhenzhu Khan, su hijo Duomi Khan y su sobrino Yitewushi Khan, el último de los cuales finalmente se rindió a la dinastía Tang.
En 605, Xueyantuo fue atacado por los turcos occidentales [[Heshana Khagan|Chuluo Khagan] En consecuencia, abandonaron a los turcos occidentales y establecieron su propio Khaganate bajo el liderazgo de Yağmurčin Bağa-Qağan (Yiwuzhenmohe Qaghan) de la tribu Qibi, conservando el control y los ingresos del segmento Turfan de la Ruta de la Seda. Más tarde, el líder de Xueyantuo, Yshbara, fue instalado como un Kagan Yetir menor (yeti significa "siete tribus"). En 610, Shekui (r. 610-617) ascendió al trono turco occidental, ambos gobernantes renunciaron a sus filas Kagan y se unieron al Khaganate turco occidental. El siguiente Türkic occidental Tong-Yabgu-Kagan (c. 617-630) anexó las siete tribus de la confederación Tiele encabezada por Xueyantuo, que también incluía a Uigur, Bayïrku, Ădiz, clan Ädiz, Tribus Tongra, Bugu y Barcel. En 627, el líder Xueyantuo condujo a sus tribus al territorio del Khaganate turco oriental, derrotó a la fuerza principal del Khaganate liderada por el hijo del reinante Illig Qaghan, Yukuk Shad, y se estableció en el valle. del río Río Tuul] en el norte de Mongolia. Después de la victoria, el líder uigur Yaoluoge Pusa asumió el título de huo xielifa (en chino: 活頡利發 *kat-elteber o *war-hiltber) y separado de. la confederación, y en 629 la Xueyantuo Yinan-erkin se declaró el [[Zhenzhu Khan] (Inčü Bilge-Khagan)] de un nuevo Xueyantuo Khaganate.
Este Xueyantuo Khaganate fue rápidamente reconocido por el Imperio Tang, como contrapeso contra su enemigo Khaganate Türkic Oriental. "El ascenso de Yi'nan al trono de Kagan se hizo bajo la presión de la corte Tang interesada en despojar a El-Kagan de los derechos del poder supremo en la vasta región, y también en la final desmembramiento." del estado turco, una fuente de muchos conflictos en sus fronteras del norte." Xueyantuo prestó servicio militar ayudando al Imperio Tang contra los tártaros en la década de 630. El vasto khaganato de Xueyantuo se extendía desde las montañas de Altai hasta el desierto de Gobi.

### La campaña del emperador Taizong contra el este de Tujue
El 27 de marzo de 630, los Xueyantuo se aliaron con los Tang para derrotar al Qaghanate oriental en las Montañas Yin Illig Qaghan escapó, pero fue entregado a los Tang por su qaghan subordinado el 2 de mayo.
Después de que el gobernador oriental Illig Qaghan Ashina Duobi fuera derrotado por Tang en 630, los Xueyantuo efectivamente tomaron el control del gobierno del gobernador oriental durante

## Khans de Xueyantuo
- Yishibo ( Yishubo), el Yiedie Khan (也奥 Khan) (?–628?)
- Yi'nan (Yi man), el Zhenzhupiqie Khan (真庄萿佳 Khan) o, en resumen, Zhenzhu Khan (真 Pearl Khan) (628–645)
- Bazhuo (Bazhuo), el Jialijulishixueshaduomi Khan (颉利橷力狠蛛沙多米 BChan) o, en resumen, Duomi Khan (多米干) (645–646)
- Duomozhi, el Yitewushi Khan (646)

### Bajo el segundo kaganato turco
- Küli Čur, Ïšbara Bilge Küli Čur (?–c. 723)[15][16]

## Apellido de los kanes
El apellido de los kanes de Xueyantuo es incierto, aunque el historiador chino moderno Bo Yang enumera su apellido como "Yishi" en su edición (también conocida como la Edición Bo Yang) del Zizhi Tongjian, pero sin citar una fuente. Es posible que Bo estuviera influenciado por el Tongdian, que se refiere al apellido Xueyantuo como Yilitu 壹利吐, Yiliduo一利咄 como en Cefu Yuangui, Yilidie 壹利咥 como en Nuevo Libro de Tang. El epitafio de Li Keyong también registra el nombre de su supuesto antepasado Xueyantuo como Yidu 益度.
Según Cen Zhongmian, los nombres antes mencionados están relacionados con una variante de elteris. Duan Lianqin afirmó que el nombre Yishibo (Yiedie Khan) también puede leerse indistintamente como Yedie (也咥). El Zizhi Tongjian, en el original, se refería a un general de la etnia Xueyantuo llamado Duomo, posiblemente el Yitewushi Khan (después de convertirse en un general Tang) con el apellido de Xue—aunque el Tang Huiyao indicó que no se trataba de la misma persona, ya que indicó que el Yitewushi Khan murió durante el reinado del emperador Taizong.

## Apellidos de Xueyantuo
- Li (李)
- Liu (劉 / 刘)
- Xie (apellido 偰)
- Xue (Xue)
- Zhang (张)